# الدوري المالطي الممتاز 2002–03
الدوري المالطي الممتاز 2002–03 (بالإنجليزية: 2002–03 Maltese Premier League)‏ هو موسم من الدوري المالطي الممتاز. فاز فيه سلايما واندريرز.